# Prochlorococcus
Genre
Espèces de rang inférieur
- Prochlorococcus marinus

Prochlorococcus est un genre de cyanobactéries marines photosynthétiques, qui peut être classé parmi les picoprocaryotes (très petits unicellulaires). Sa taille est d'environ 0,6 μm et appartient au bactérioplancton.
Il est resté longtemps inaperçu car appartenant au picoplancton, mais on l'a trouvé presque partout dans l'océan (jusque dans les zones marines dites oligotrophes, et ailleurs jusqu'à des densités atteignant environ 100 000 cellules par millilitre ; elle serait à l'origine de 5 % environ de la photosynthèse mondiale, ce qui lui donne une importance planétaire pour le cycle du carbone notamment, mais aussi pour les chaines trophiques et pour le rôle de puits de carbone des océans.
Ces caractéristiques en font sans doute l'organisme le plus abondant sur Terre.[réf. nécessaire]

## Histoire scientifique
Ce nanoplancton a été  découverte en Mer des Sargasses en 1986 par Sallie W. Chisholm et R.J. Olson. 
L'équipe découvre que ce genre peut coloniser des zones où la lumière est quasi absente (zone euphotique) où les biologistes trouvent lors de la première étude jusqu'à 105 cellules vivantes de Prochlorococcus par ml d'eau de mer. 
Les auteurs notent que cette cyanobactérie présente une fluorescence rouge et contient un pigment de type divinyl chlorophylle, ainsi que de la chlorophylle b, l'α-carotène et de la zéaxanthine. Cette combinaison inhabituelle et une ultra-structure procaryote distincte leur suggèrent que ce picoplancton est apparenté au Prochloron, tout en différant des prochlorophytes précédemment découverts (ancêtres possibles des chloroplastes des plantes supérieures), car ils contiennent de l'α-carotène plutôt que du  β-carotène et un pigment divinyl chlorophylle-a (comme la chlorophylle dominante).
Chisholm, co-découvreuse de ce genre, s'y est depuis consacré. Un article de la revue Science lui rend hommage en 2017, après 35 ans passé à étudier ces espèces.

## Aire de répartition
Entre 40°N et 40°S, on la trouve sur l'ensemble de la zone euphotique des océans (zone exposée à une lumière suffisante pour que la photosynthèse se produise pouvant aller jusqu'à 200 m dans les milieux les plus oligotrophes). 
Ce plancton disparaît aux latitudes plus élevées, sans doute à cause de conditions de température trop basse.

## Dynamiques des populations
Dans de bonnes conditions ses populations peuvent croître très rapidement. Dans son milieu naturel il est contrôlé par des prédateurs et des virus, du groupe des cyanophages.

## Génétique
La séquence du génome de plusieurs souches de Prochlorococcus a été déterminée au début des années 2000.  La taille du génome de la souche MED4 est de 1,67 Mb, celui de la souche MIT9313 de 2,40 Mb.
En 2017, 80 000 gènes ont déjà été identifiés dans le génome de cette espèce, distribués parmi des centaines de souches, et écotypes dont les divergences reflètent des adaptations à différentes niches écologiques étagées entre la surface et 200 m de fond , niches dont on cherche à mieux comprendre la répartition et l'organisation.

### Articles de vulgarisation
- Steve Nadis, "The Cells That Rule the Seas: The ocean’s tiniest inhabitants, notes biological researcher Sallie W. Chisholm, hold the key to understanding the biosphere—and what happens when humans disrupt it", Scientific American. December 2003, pp 52f.